# Hanne-Nüte Kämmerer
Hanne-Nüte Kämmerer, née le 6 mai 1903 à Dessau et morte le 22 juin 1981 à Detmold, est une artiste textile allemande. Elle se distingue dans les domaines de la broderie, la dentelle sculpturale et la couture. Son motif de tissu dit « poule » (Hähnchenmuster) est imprimé depuis 75 ans.

## Biographie

### Jeunesse et formation
Hanne-Nütte Kämmerer est née à Dessau le 6 mai 1903, son père Justus Kämmerer est commerçant.
Elle commence sa formation en 1919 en suivant la classe de textile de l'école d'artisanat de Dessau. Elle fréquente ensuite l'École Reimann (de) des arts et métiers de Berlin.

### Carrière
De 1921 à 1924, elle travaille à la rédaction de l'éditeur textile Otto Beyer (de) à Leipzig. Elle dirige ensuite son propre atelier de broderie à l'aiguille à l'Association des artisans de Gildenhall à Neuruppin, au bord du Lac Ruppin (de) pendant cinq ans. En 1929, elle est nommée à l'École des arts appliqués de Münster, où elle travaille comme assistante du peintre Joos Jaspert (1891-1939) avant d'obtenir son diplôme de maître artisan en 1938 et de prendre la direction de la classe de textile en 1939,,.
L'Atelier de tissus westphaliens est fondé en 1935 par deux étudiantes, Herta Drunkenmölle et Grete Spuida. Joos Jaspert et Hanne-Nüte en créent les dessins. Leurs échantillons de motifs sont proposés dans le magasin de la Königsstraße à Münster, tandis que l'exécution est confiée à des imprimeurs professionnels. Les tissus sont initialement imprimés en bleu de réserve à la fin des années 1930, ils sont, à la fin des années 1930, fabriqués à la machine, au mètre. En raison de la destruction massive du centre-ville de Münster pendant la Seconde Guerre mondiale, le magasin est évacué vers Detmold, où il reste pendant les décennies suivantes. Hanne-Nüte Kämmerer est nommée professeure à l'Atelier en 1949.
Hanne-Nütte Kämmerer adhère au Parti national-socialiste le 1er mai 1933 (numéro de membre 2 477 951). mais elle n'exerce aucune fonction au sein du parti. Après la guerre, en 1948, la commission d'examen de la dénazification examine le dossier d'Hanne-Nütte Kämmerer qu'elle classe dans le groupe V comme opposante au Parti nazi, parce qu'elle avait déconseillé à d’autres personnes d'adhérer au parti ou à une de ses organisations.
Les cours de l'École des arts appliqués de Münster sont suspendus en 1944 en raison de la guerre. Hanne-Nüte Kämmerer enseigne à nouveau la broderie et la conception de motifs imprimés à partir de Pâques 1949,. En reconnaissance de son œuvre artistique et pédagogique, elle est nommée professeure en juillet 1965. Elle prend sa retraite de la Werkkunstschule en 1968 à l'âge de 65 ans.
Hanne-Nüte Kämmerer décède à Detmold le 22 juin 1981.

## Pratique artistique

### Broderie
Au cours de ses premières années en tant qu'artiste textile, Hanne-Nüte Kämmerer travaille sur des broderies blanches sur tulle et voile. Elle développe rapidement un style personnel adapté au matériau avec des points dits damassés et un travail à jour. Des influences de la broderie médiévale sont également visibles jusqu'aux années 1950. Son style évolue ensuite vers des créations plus libres avec des motifs correspondant à l'esprit du temps. Les années 1960 apportent des designs d’images abstraits et le rejet des formats plus conventionnels. Au cours de la dernière décennie de sa carrière, Hanne-Nüte Kämmerer développe un nouveau format de broderie. Elle crée des images en relief avec des perles de verre qui, grâce à une conception économique mais pointue, représentent principalement des phénomènes naturels.

### Dentelles sculpturales
Jusqu’au XXe siècle, l'utilisation de la dentelle est limitée à la décoration de vêtement. Après la Seconde Guerre mondiale, Hanne-Nüte Kämmerer se concentre sur la technique de la dentelle, qui nécessite peu de matériel. À cette époque les matériaux sont rares et elle n'a à sa disposition que du fil de lin. Après avoir initialement exploré des techniques traditionnelles dans plusieurs œuvres, elle commence à développer ses propres formes, créant des œuvres non conventionnelles. Elle expérimente de nouveaux matériaux pour créer des sculptures tridimensionnelles, entièrement rondes. Après avoir stabilisé ses premières œuvres avec de l'amidon blanc, Hanne-Nüte Kämmerer utilise du fil de nylon pour ses sculptures. Les dentelles sculpturales de Hanne-Nüte Kämmerer – c'est le terme qu'elle leur donne – sont des sculptures d'une complexité et d'une élégance touchantes, qui, par leur sophistication et leur légèreté, ne craignent pas la comparaison avec les chefs-d'œuvre de la sculpture contemporaine.

### Atelier de tissus westphaliens
Jusqu'en 1972, les motifs des tissus imprimés sont principalement créés par Hanne-Nüte Kämmerer. Son motif « poule » (Hähnchen), un coq et une poule, ainsi que des poissons et des lunes, placés dans une esquisse de grille, marque les souvenirs de toute une génération. Son motif de petits chevaux est intégré au logo de l'entreprise en 1973. Grâce à un degré d'abstraction bien calculé, elle crée un classique influencé par le Bauhaus et l'artiste Paul Klee, qui est à la fois innovant et traditionnel, individuel et polyvalent.

## Distinctions
Le travail artistique d'Hanne-Nüte Kämmerer, notamment dans les domaines de la broderie, de la couture et de la dentelle sculpturale, est très apprécié des experts et du public et fait l'objet de nombreuses distinctions. En 1954, elle reçoit la médaille d'or à la 6e Exposition internationale du textile pour son atelier de tissus westphalien et, à la Foire de l'artisanat allemand à Munich, le Prix de l'État de Bavière pour les jeunes designers (de). En 1962, son œuvre « Perlenkranze » (Couronnes de perles) obtient le Prix de l’État de Hesse pour l'artisanat d'art allemand (de), et en 1965, « Pfingst » (Pentecôte) obtient le prix de l'État de Rhénanie-du-Nord-Westphalie pour le textile.
En 1973, elle est décorée de la Croix du Mérite de 1re classe de la République fédérale d'Allemagne,.

## Expositions personnelles (sélection)
Les travaux de Hanne-Nüte Kämmerer sont montrés dans de nombreuses expositions personnelles et collectives. Au niveau international, elle présente ses œuvres à Monza (1925 et 1928), à la Triennale de Milan (1951 et 1957) et à l'Exposition universelle de 1958 à Bruxelles. Ses œuvres ont également été exposées en Suisse, en Angleterre, au Canada, en France, en Espagne, au Portugal, au Japon, aux États-Unis et en Iran et font partie des collections de nombreux musées allemands, notamment à Detmold, Cologne, Leipzig, Münster et Nuremberg.
- 1969 Münster, Salle des citoyens à l'hôtel de ville
- 1969 Bruges
- 1970 Belgique, puis Trondheim, Oslo, Lillehammer, Stavanger[7]
- 1973  Landesmuseum Münster
- 1973 Salle Galerie Sybille Schmidt, Detmold
- 1977 Société Lippe pour l'Art, Detmold
- 1980 Centre d'éducation pour adultes de l'ancienne ville hanséatique de Lemgo
- 1980 Musée d'art et d'histoire culturelle de Westphalie, Münster
- 2003 Kunst mit Nadel und Faden – Hanne-Nüte Kämmerer , Archives d’État de Detmold[8]
- 2009 Westfalenstoffe und andere Spitzen- Die Textilkünstlerin Hanne-Nüte Kämmerer, Musée municipal de Münster[9]
- 2023 : Hanne-Nüte Kämmerer (1903-1981) – Meisterwerke der Textilkunst, Musée de la ville de Münster. L'exposition présente trois nouvelles acquisitions du musée, dentelle et broderie[10].

## Publications
- (de) Stickereien und Spitzen, Münster, Druck und Werbe GmbH,, 1973
- (de) Perlen und Spitzen, Münster, F. Coppenrath, 1980 (ISBN 9783885471134)
- (de) Stickereien und Spitzen. Ausstellung Münster 1973. Katalog der Sonderausstellung innerhalb der Landesausstellung der AdK Nordrhein Westfalen manufactum '73. (unter ihrem Frontispiz-Porträt von der Künstlerin signiert), Münster, 1973
- (de) Hanne-Nüte Kämmerer: Spitzen und Stickereien, Elisabeth Treskow: Schmuck, Katalog zur Ausstellung im Karl-Ernst-Osthaus-Museum Hagen 1970, Hagen, 1970
- (no) Broderi og kniplinger : [Utstilling] Trondheim, Nordenfjeldske Kunstindustrimuseum   in Trondheim, Kunstindustriemuseet in Oslo, Skandinaviske Samlinger Lillehammer, Stavanger Kunstforening 1969/1970,, Münster, Werkkunstschule Münster, 1969

## Sources
- Archives fédérales de Berlin (dossiers d'adhésion au NSDAP)
- Archives d'art allemandes au Germanisches Nationalmuseum de Nuremberg (succession de Leonie von Wilckens)
- Archives d'État de Rhénanie-du-Nord-Westphalie, Département de Rhénanie (NW-1037-BIV-2081, NW-1060-883, NW 1039-K3474, dossier NW 327 no 418, NW 257 no 256, NW-O no 9638, NW-O no 20809)
- Musée national de Lippe Detmold (domaine de Hanne-Nüte Kämmerer)
- Archives de la ville de Münster (Archives administratives du Service culturel, bureau 41 no 3, Archives administratives du Service scolaire, bureau 40 no 24, Archives administratives du Service scolaire, bureau 40 no 47, V-DEZ-IV-160)